# Ectopocynus
Ectopocynus — вимерлий рід підродини Hesperocyoninae ранніх псових, які населяли Північну Америку від олігоцену до раннього міоцену, 33.3–16.0 Ma.
Ectopocynus мала прості, міцні та тупі, але масивні премоляри та зменшені або втрачені бугорки на нижніх молярах. У цьому відношенні Ectopocynus мав багато характеристик Enhydrocyon. Цей зубний ряд свідчить про те, що ця тварина була гіперм'ясоїдною чи мезом'ясоїдною.